# KEIBAプレミア
『KEIBAプレミア』（ケイバプレミア）は、北海道文化放送（UHB）が放送する中央競馬中継番組の題名である。

## 概要
2015年、前年まで放送していたドラマチック競馬をリニューアルする形で開始。
前番組同様、6月から9月第1週まで行われる函館競馬場・札幌競馬場開催期間中の日曜日、通常ネットしているフジテレビ制作のみんなのKEIBAを差し替える形で放送する。
プレミアな最高のスターホースを見出し、これから訪れる秋のGI戦線のプロローグとなる夏競馬を迫力あるレース映像と分かりやすい解説で届ける。

## 放送時間
- 毎週日曜日 15:00 - 16:00[1]

## 現在の出演者

### MC
- 八木隆太郎（2015～2018年・2024年～、UHBアナウンサー）
  - 2019年から2023年までは実況のみ担当。
- 横山ルリカ（2020年～）

### 解説
ドラマチック競馬から引き続き出演。基本的にパドック解説とメインレースの解説をそれぞれ週替わりで行う。
- 津田照之（競馬エイト）
  - 2022年7月24日はMC担当の加藤が新型コロナウイルス感染症で休演したことに伴い、MC代理を担当。
- 橋本篤史（競馬ブック）

### 実況
いずれもUHBアナウンサーが担当する。
- 中村剛大
- 江上太悟郎
  - 2022年より。2023年のみMCを担当。

## 過去の出演者

### MC
- yuna（2015年）
- 中村果生莉[2]（2016年～2019年）

### 実況
- 吉田雅英(UHBアナウンサー)
- 福本義久（UHBアナウンサー）
- 川上椋輔（当時UHBアナウンサー）
- 加藤寛(当時UHBアナウンサー)
  - 2019年から2022年までMCを担当。また、2020年[3]と2021年[4]を除き、2024年まで毎年11月第2週に東日本女子駅伝の中継が行われた場合の福島テレビ制作のエキサイティング競馬で放送される福島競馬場の土日メインレースの実況を補助要員として担当する[5]。

## 関連番組
- みんなのKEIBA（フジテレビ）
- BSスーパーKEIBA（BSフジ）
- KEIBA BEAT（関西テレビ）
  - 本番組MCの横山は、秋期～春期は上記3番組に出演する事が多い。
- うまんchu - 当番組にレギュラー出演している津田がゲスト出演している。
- 競馬予想TV! - フジテレビONE（CS）で、土曜日夜に放送されている競馬予想番組。MCの横山は、この番組のMCも担当。